# Courbe des contrats
La courbe des contrats est une notion qui découle de la boîte d'Edgeworth. On l'appelle aussi l'ensemble de Pareto. Elle est une courbe représentant toutes les allocations de biens efficientes entre deux consommateurs, ou toutes les allocations de facteurs de production efficientes entre deux producteurs.

## Enjeux de la courbe des contrats
Pour déterminer toutes les possibilités d'allocations efficientes de produits, il est possible de représenter tous les points de tangence entre des courbes d'indifférence.